# Helen Waite
Helen Waite es una deportista británica que compitió en vela en la clase Laser Radial. Ganó una medalla de plata en el Campeonato Mundial de Laser Radial de 1997.

## Palmarés internacional
| \| Campeonato Mundial \| Campeonato Mundial \| Campeonato Mundial \| Campeonato Mundial \| \| Año \| Lugar \| Medalla \| Clase \| \| ------------------ \| ---------------------- \| ------------------ \| ------------------ \| \| 1997 \| Mohammedia (Marruecos) \| Medalla de plata \| Laser Radial \| |                        |                  |              |
| Campeonato Mundial |                        |                  |              |
| Año | Lugar                  | Medalla          | Clase        |
| 1997 | Mohammedia (Marruecos) | Medalla de plata | Laser Radial |